# Polana Biały Potok

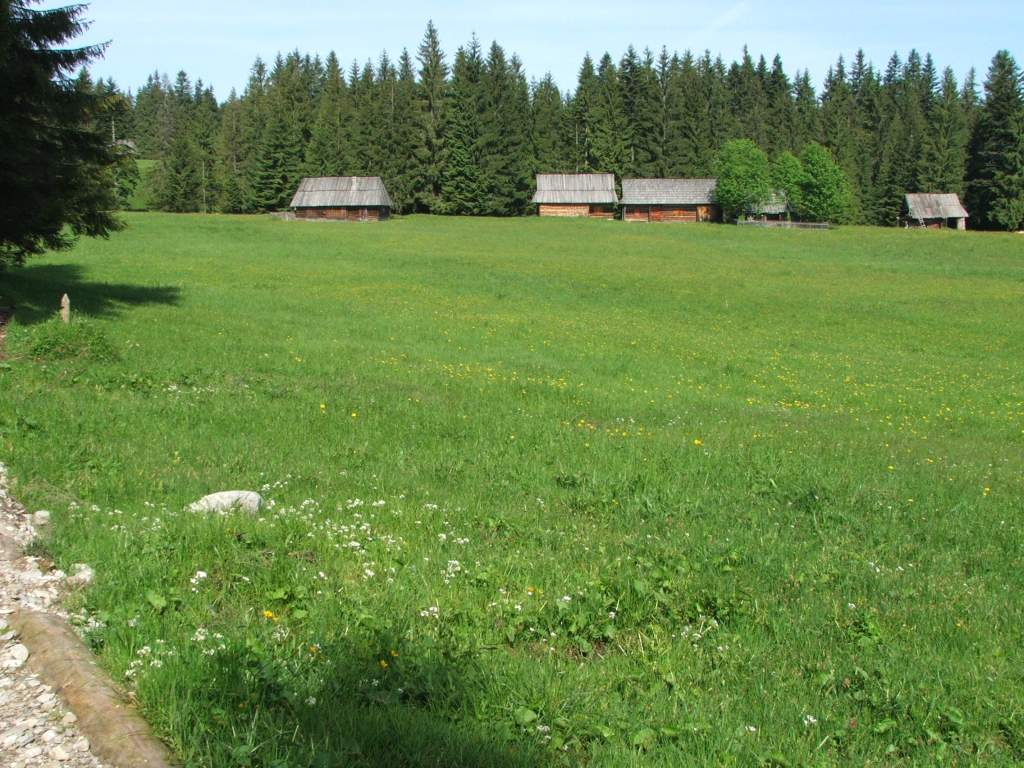
Polana Biały Potok

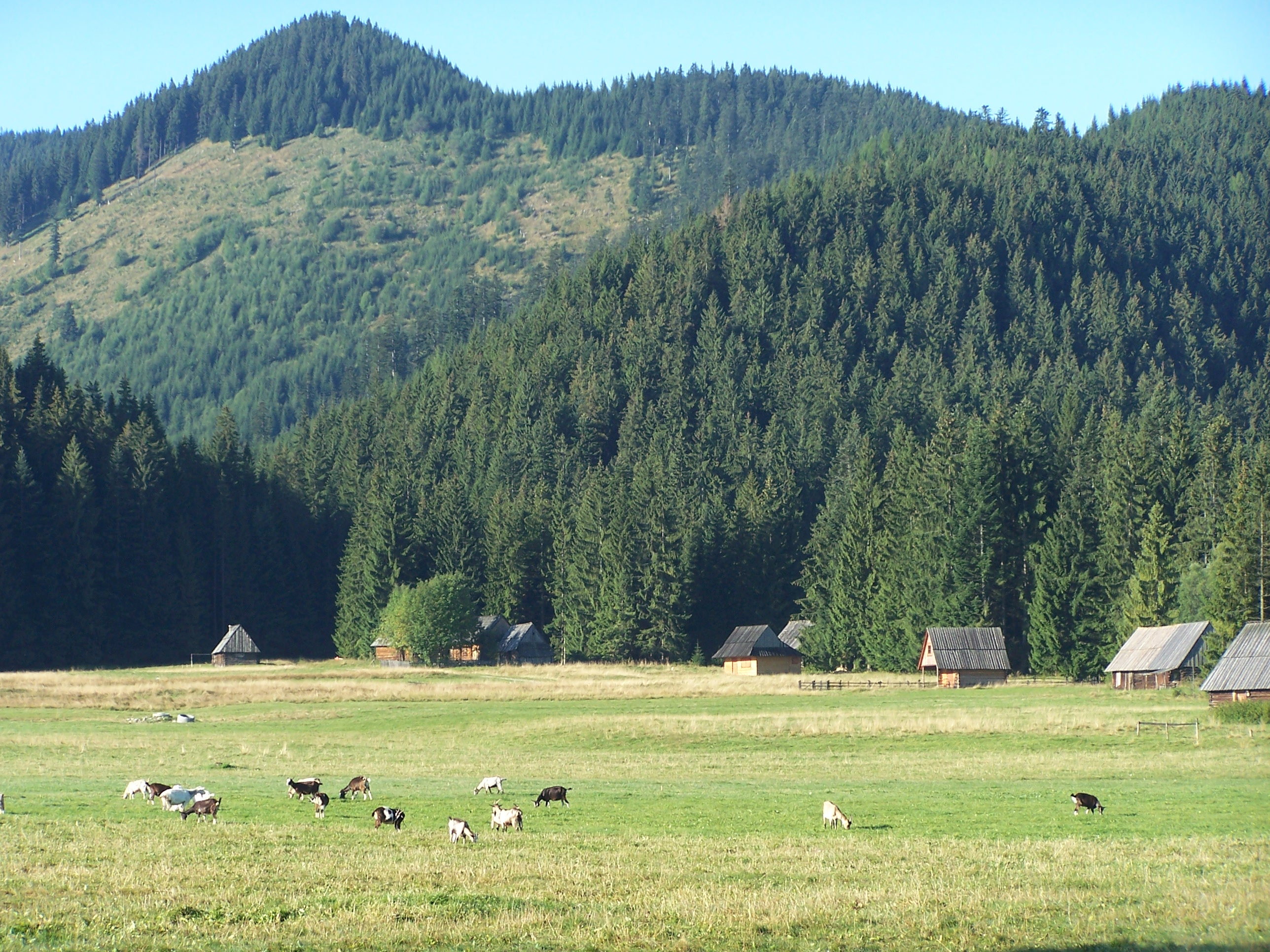
Nad polaną Skrajna Rosocha

Polana Biały Potok – rozległa polana u północnego podnóża polskich Tatr, u wylotu Doliny Lejowej. Znajduje się w mezoregionie geograficznym zwanym Rowem Podtatrzańskim, a dokładniej w jego części zwanej Rowem Kościeliskim. Dawny ośrodek pasterski. Wiosną na polanie obficie zakwitają krokusy, a jesienią zimowit jesienny.

## Położenie
Polana położona jest na wysokości 890–920 m n.p.m.. Jej północno-wschodnim skrajem biegnie szosa (droga nr 958) z Zakopanego do Czarnego Dunajca przez Kościelisko (Kiry) i Chochołów. Od północnego zachodu ogranicza ją pas lasu biegnący wzdłuż drogi z Doliny Chochołowskiej. Od południa przylega do granicy Tatrzańskiego Parku Narodowego. Składa się z dwóch części, oddzielonych od siebie Lejowym Potokiem i pasem zadrzewień wzdłuż niego. Część zachodnia to łąka kośna, znajdują się na niej tylko dwa szałasy pasterskie. Część wschodnia jest wypasana i znajdują się na niej liczne szałasy.
W górnej części polany, przy Lejowym Potoku, znajduje się skała zwana Między Ściany i wejście do Doliny Lejowej. Od południowej strony wznoszą się ponad polaną: Przednia Kopka, Pośrednia Kopka i Cisowa Turnia.

## Historia i zagospodarowanie
Najstarsze dokumenty, wymieniające tę polanę jako pastwisko, pochodzą z XVI w. W XVII w. na polanie wypasali mieszkańcy wsi Podczerwone, później polanę wykupił Antoni Szaflarski z Czarnego Dunajca. W 2003 r. gazdował tutaj mieszkaniec wsi Dzianisz.
Polana jest własnością prywatną i leży poza obszarem TPN. Obecnie, poza zabudowaniami związanymi z pasterskim wykorzystaniem polany, przy jej skraju wschodnim znajduje się zajazd „Józef” (noclegi z wyżywieniem, bar). W sezonie zimowym w południowo-wschodniej części polany jest czynny wyciąg narciarski (bardzo łatwy, dla początkujących narciarzy).

## Charakterystyka przyrodnicza
Polana Biały Potok obejmuje bardzo zróżnicowaną paletę zespołów roślinnych. Można tu wyróżnić prawie pełny wachlarz zachodniokarpackich  łąk i torfowisk, od żyznej młaki kozłkowo-turzycowej przez łąkę ostrożeniową do bogatej w gatunki łąki z mieczykiem dachówkowatym i krokusem. Reprezentowany jest również, zwłaszcza w części zachodniej, cały ciąg ubogich muraw i młak oraz dolinkowe i kępkowe zespoły torfowiska wysokiego. Poza tym na polanie występują również różne zespoły ziołoroślowe, a wzdłuż potoku i w części zachodniej także zbiorowiska leśne i zaroślowe.
Znany botanik, prof. Zbigniew Mirek ocenia, iż ...Biały Potok to unikat w skali Karpat. Nigdzie w polskiej części gór nie znajdziemy takiego nagromadzenia wyjątkowo cennych gatunków roślin i zwierząt chronionych, reliktowych i endemicznych, związanych z  z obecnością wszystkich niemal typów torfowisk oraz typowego dla regionu zróżnicowania łąk i pastwisk.
Na stosunkowo niewielkiej powierzchni polany można zaobserwować duże bogactwo gatunków roślin. Szczególnie bogato reprezentowane są turzyce, których stwierdzono tu aż 20 gatunków. Znajdziemy wśród nich tak rzadkie w skali Karpat gatunki jak turzyca darniowa, turzyca bagienna, turzyca tunikowa, turzyca skąpokwiatowa, turzyca pchla, turzyca nitkowata, turzyca dwupienna czy turzyca Davalla. Stwierdzono tu również występowanie wielu innych rzadkich w Karpatach gatunków roślin, jak nerecznica grzebieniasta, siedmiopalecznik błotny, rosiczka długolistna, języczka syberyjska, czermień błotna, żurawina drobnoowocowa czy występujący w niewielkich oczkach i ciekach wodnych pływacz drobny. Rośnie tu również wiele innych gatunków rzadkich i chronionych, a wśród nich  m.in. tojad mocny, tojad dzióbaty, ciemiężyca zielona, goryczuszka wczesna i orzęsiona, niebielistka trwała, wspomniane mieczyk dachówkowaty, szafran spiski, zimowit jesienny oraz szereg gatunków storczykowatych, jak podkolan biały, kukułka Fuchsa, kukułka szerokolistna, kukułka plamista, gółka długoostrogowa i listera jajowata.

## Potrzeba ochrony polany
W latach osiemdziesiątych XX w. polana Biały Potok została objęta planem zagospodarowania przestrzennego, który zakładał, że jest to teren trwałych użytków zielonych. Dopuszczał on utrzymanie istniejących wówczas szałasów bez możliwości zmiany użytkowania i wykorzystania ich do innych celów. Zawarto w nim też zapis o „maksymalnej ochronie tradycji kulturowo-polaniarskich”.
Obecnie polana należy do Południowomałopolskiego Obszaru Chronionego Krajobrazu. Stanowi również fragment obszaru Natura 2000 Polana Biały Potok PLH120026.
Zagrożeniem dla unikatowego środowiska przyrodniczego polany będzie zaprzestanie dotychczasowego, kośno-pasterskiego jej użytkowania, a także podjęcie zagospodarowania polany poprzez intensyfikację gospodarki łąkarskiej (dosiewanie obcych gatunków traw), czynione próby zabudowy oraz nasadzenia drzew iglastych. Warunkiem podstawowym dla zachowania równowagi ekologicznej całego kompleksu jest zwłaszcza utrzymanie w obrębie polany istniejącego tam reżimu wodnego. Niestety, od szeregu lat poszczególni właściciele polany podejmują próby niwelacji terenów polany, prowadzenia prac melioracyjnych i osuszania poszczególnych fragmentów polany, a także grodzenia terenu i jego zabudowy.

## Szlaki turystyczne
– obrzeżem lasu w górnej części polany biegnie oznakowany zielono odcinek z Doliny Kościeliskiej na Siwą Polanę u wylotu Doliny Chochołowskiej, będący przedłużeniem Drogi pod Reglami.
- Czas przejścia z Kir do wylotu Doliny Lejowej: 25 min w obie strony
- Czas przejścia od wylotu Doliny Lejowej na Siwą Polanę: 25 min w obie strony

 – na południowym krańcu polany, u wylotu Doliny Lejowej, rozpoczyna się żółty szlak, prowadzący jej dnem na Niżnią Kominiarską Polanę. Czas przejścia: 1:10 h, ↓ 55 min